# Кисак (Кошице-околина)
Кисак (слч. Kysak) насељено је мјесто са административним статусом сеоске општине (слч. obec) у округу Кошице-околина, у Кошичком крају, Словачка Република.

## Становништво
| Година:    | 1994. | 2004.   | 2014.   | 2024.   |
| ---------- | ----- | ------- | ------- | ------- |
| Број људи: | 1334  | 1395    | 1440    | 1418    |
| Разлика:   |       | +4,57 % | +3,22 % | -1,52 % |

| Година:    | 2023. | 2024.   |
| ---------- | ----- | ------- |
| Број људи: | 1428  | 1418    |
| Разлика:   |       | -0,70 % |

Према подацима о броју становника из 2024. године насеље је имало 1418 становника.